# Замок Кабрера (Балеарские острова)

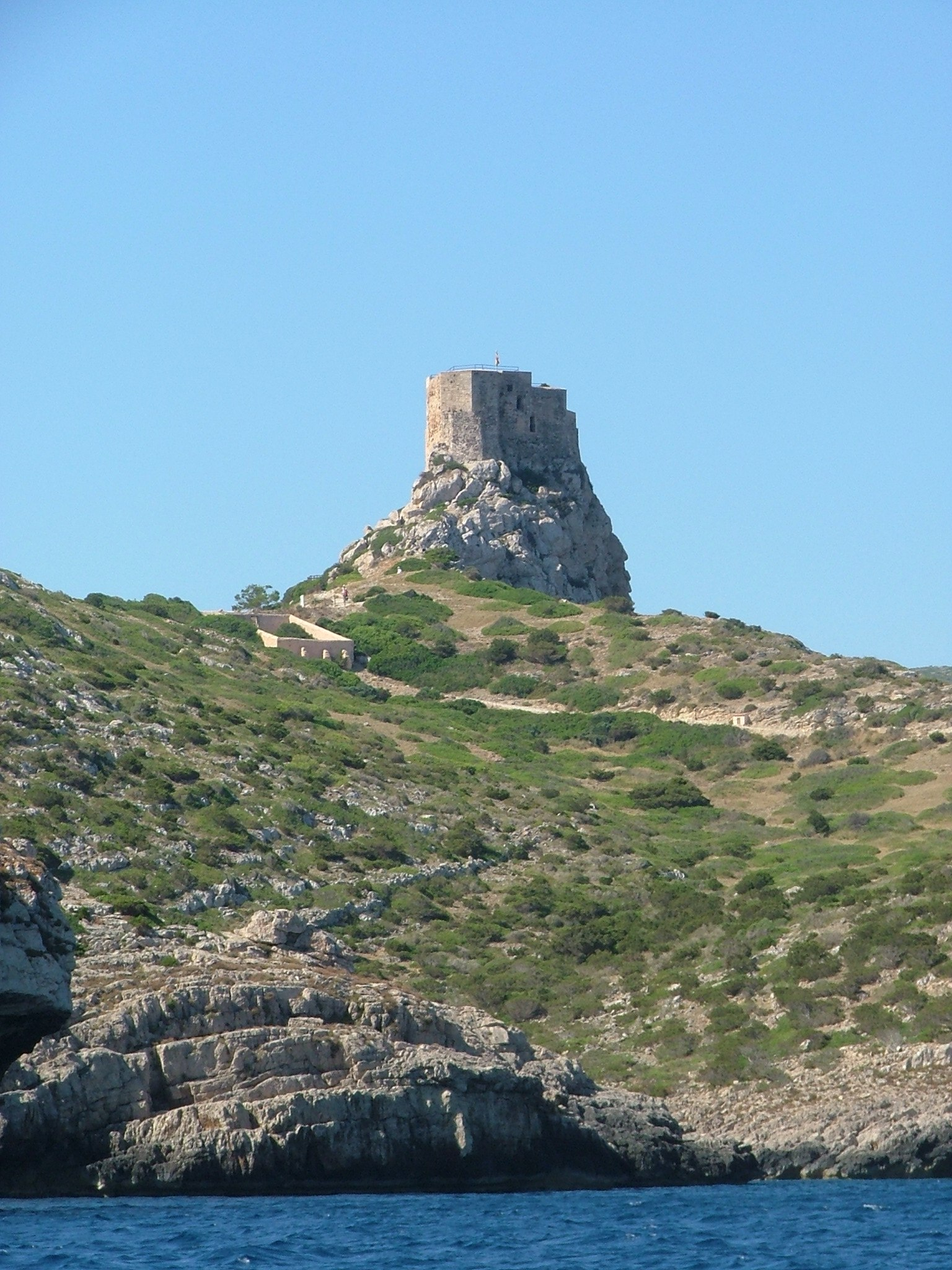
Вид на северную часть замка Кабрера

Замок Кабрера (Кастель-де-Кабрера, исп. Castillo de Cabrera, кат. Castell de Cabrera) — замок на острове Кабрера, одного из Балеарских островов (Испания). Одна из главных достопримечательностей острова. Высота сооружения — около 72 метров.
Был построен в XIV веке; первые документальные свидетельства датируются 1400 годом. Замок изначально служил в основном для отражения пиратских набегов на Кабреру, а в дальнейшем, вплоть до XIX века, во время военных операций на Балеарских островах его оборонительное значение было более существенным.
Считается памятником исторического значения.